# لين كيلي (كاتبة علم)
لين كيلي (بالإنجليزية: Lynne Kelly)‏ هي كاتبة علم أسترالية، ولدت في 1951.

## عملها وتعليمها
تحمل كيلي شهادة البكالوريوس في الهندسة من جامعة موناش ودبلوم الدراسات العليا في الحوسبة من جامعة ديكين ودبلوم التعليم من كلية ولاية روسدين وماجستير في التربية من جامعة ملبورن وشهادة الدكتوراه من جامعة لا تروب.
تتضمن كتابات كيلي أيضاً موارد تعليمية لدورات في الرياضيات ومهارات التفكير وتكنولوجيا المعلومات وبالإضافة إلى رواية. كما نشرت كيلي أيضاً كتباً لجماهير العلوم الشعبية حول العناكب والتماسيح والشك.
عملت سابقًا كمدرسة وتعمل حالياً كزميلة أبحاث فخرية في جامعة لا تروب في ملبورن أستراليا.

## البحث في الشفويات الأولية والذاكرة
يتطرق جزء أساسي من بحث كيلي إلى نقل المعرفة العلمية والتكنولوجية بين الثقافات الشفوية صغيرة النطاق مثل السكان الأصليين الأستراليين وشعب بويبلو وبعض الثقافات الأفريقية.
تشير أبحاث كيلي إلى أن الثقافات الشفهية تمتلك قدراً كبيراً من المعرفة العلمية حول سلوك الحيوان وخصائص النبات والمناظر الطبيعية والظواهر الطبيعية وموقع الأماكن المقدسة ومصادر المياه. يتم تشفير هذه المعرفة في الأساطير والطقوس والهتافات وأجهزة الاستذكار.
وفقاً لكيلي فإن طريقة الوصول إلى المعلومات المخزنة تعتمد على ما إذا كانت الشعوب متنقلة أم أكثر استقراراً إذ تعتمد مجتمعات الصيد وجمع الثمار على الأجهزة المحمولة وتقنيات الاستذكار التي تتيح لهم استخدام المناظر الطبيعية كأداة استذكار مثل طريقة تحديد المواقع. لاحظت كيلي تقنيات مماثلة بين السكان الأصليين الأستراليين الذين يستخدمون ميزات على المناظر الطبيعية كإشارات مرئية لاسترداد المعلومات. من ناحية أخرى فإن المجتمعات التي كانت تنقلاتها أقل ولكن غير مستقرة بالكامل تميل إلى إنشاء نسخ من المشهد الطبيعي محلية ومماثلة مثل دوائر الخشب أو الصخور أو سلاسل التلال وغيرها من البيئات المبنية في عصر ما قبل التاريخ.
تشير كيلي أيضاً إلى أن كلاً من المجتمعات البدوية والخاملة تعتمد على الأداء والترفيه كجزء من نظامها المعقد لتخزين المعرفة. إذ يعد استخدام الأغاني والطقوس مكوناً حيوياً لتقنيات الاستبقاء التي تعزز التحفيظ وهي منتشرة بين الثقافات التي درستها كيلي. يقوم الأشخاص الذين يشاركون في الأداء بالغناء وإخبار القصص بينما يلمسون عنصراً يساعد على التذكير أو يتحركون حول الموقع أو يرقصون كطريقة لتحريض الإشارات الحسية الحركية بهدف الوصول إلى المعرفة.
تحدثت لين كيلي ضد تصوير الشعوب الأصلية من قبل وسائل الإعلام وأحياناً حتى في الأوساط الأكاديمية على أنها تربطها علاقة وثيقة ببيئتها ولكنها في الوقت نفسه تبسيطية وخرافية. إذ تميل هذه الصور إلى التركيز فقط على دينهم وطقوسهم ونادراً ما يعترفون بمعرفتهم العلمية الواسعة.
في عام 2015 نشرت كيلي كتاباً تحت عنوان المعرفة والسلطة في مجتمعات ما قبل التاريخ والذي يتضمن بحث أطروحتها الدكتوراه. فيستكشف هذا العمل العلاقة بين القوة والسيطرة على المعرفة في الثقافات الشفهية وكذلك التقنيات المختلفة للذكريات والأجهزة التي تستخدمها تلك الثقافات. كما تقترح كيلي أيضاً نظرية جديدة حول الغرض من المواقع الأثرية تشاكو كانيون وبوفرتي بوينت وستونهنج.

## رمز الذاكرة
في عام 2016 تم نشر بحث الدكتوراه الخاص بكيلي لجمهور القراء تحت عنوان رمز الذاكرة. يشتمل هذا العمل على نتائج بحث كيلي الذي امتد على مدار ما يقرب من عقد من الزمان في فن الاستذكار الخاص بالشعوب الأصلية من جميع أنحاء العالم. يشمل عمل كيلي على السكان الأصليين الأستراليين تحديد خطوط الأغاني مع تقنيات الذاكرة. وقد وجدت أبحاثاً تفيد بأن ما يصل إلى 70 ٪ من خطوط الأغاني هذه تحتوي على معلومات عن الحيوانات والنباتات والمواسم.
أثار الكتاب اهتمام وسائل الإعلام والجمهور بشكل كبير حتى قبل صدوره. ومنذ نشر رمز الذاكرة فقد تمت دعوة كيلي إلى العديد من البرامج الإذاعية والمحاضرات العامة لمناقشة عملها حول المعرفة المحلية وفن الاستذكار وتطبيق تقنيات الذاكرة والأجهزة في الحياة اليومية.
اشتهرت كيلي بتجربة الأساليب نفسها التي بحثت فيها في حفظ قوائم طويلة من الفئات والأحداث بما في ذلك النجاح في حفظ جميع دول العالم حسب ترتيب السكان؛ حفظ التسلسل الزمني التاريخي للأحداث التاريخية وأحداث ما قبل التاريخ ودليل طيور ولاية فيكتوريا المكون من 408 طائر. لقد حفظت تلك القوائم والأحداث باستخدام طريقة قصر الذاكرة وبمساعدة أجهزة الاستذكار وعن طريق إنشاء قصص تربط العناصر التي تحاول حفظها.
تلقت كيلي دعم وتوجيه مستشاري السكان الأصليين الأستراليين لأبحاثها وخاصة زميلها نونجاري الذي هو وارلبري.

## الغرض من ستونهنج
وفقًا لنظرية كيلي فقد خدم ستونهنج الغرض من إنشاء مركز للتذكير لتسجيل واسترجاع المعرفة من قبل البريطانيين من العصر الحجري الحديث الذين كانوا يفتقرون إلى اللغة المكتوبة. يمكن أن تشمل المعرفة معلومات عملية عن تصنيف الحيوان وسلوكه والجغرافيا والملاحة وإدارة الأراضي ودورات المحاصيل وكذلك المعرفة الثقافية في التاريخ والسياسة وعلم الأنساب والدين.
تقترح كيلي في المعرفة والسلطة في مجتمعات ما قبل التاريخ أن المعرفة ربما تكون في الأصل محفوظة من قبل البريطانيين الرحالة باستخدام المناظر الطبيعية كأداة استذكار بطريقة مماثلة لتقنية التحفيظ المعروفة باسم قصر الذاكرة. عندما بدأ البريطانيون بالاستقرار تعين عليهم تعديل الطريقة التي يخزنون بها معارفهم نظراَ لأنهم لا يتنقلون كثيراً بعد الآن لذا بنوا ستونهنج في محاولة لتقليد المشهد محلياً مما يسمح لهم بحفظ المعارف وتخزينها، كانت الدوائر والحجارة أو دعامات الأخشاب تمثل المشهد وكان كل حجر مرتبطاً بجزء من نظام معارفهم.
تشير أبحاث كيلي أيضاً إلا أنه بمجرد أن يستقر مجتمع البريطانيين في العصر الحديث فإن المساحات الاحتفالية ستصبح أكثر تقييداً وستسيطر النخبة على الطقوس. كما تفسر نظرية كيلي حول ستونهنج بعض السمات الفيزيائية كالدوائر أو خطوط الدعامات والخنادق لبعض الآثار الأخرى مثل دورنجتون وولز وأفيبري والتي لم يتم شرحها من قبل.
تدعم نظرية كيلي سجل التغيرات الأثرية ومستوى النشاط المسجل في ستونهنج. ستكون هذه التغييرات متسقة مع التغييرات الاجتماعية التي كان البريطانيون من العصر الحجري الحديث سيشهدونها أثناء الانتقال من مجتمع جامعي الثمار الصيادين حيث تم تقاسم المعرفة من قبل الشيوخ إلى مجتمع مستقر اقتصرت المعرفة فيه على النخبة وتم نقله عبر التدريب المهني. هذا التغيير في التحكم بالمعرفة كان من شأنه أن يجعل ستونهنج في النهاية غير مستخدمة وأن الهدف الأساسي منها قد نُسي.
تتفق نظريتها أيضاً مع بحثها السابق حول تقنيات الاستذكار التي استحدمتها الثقافات القديمة والحديثة واستخدام المعابد والخرافات والأساطير في نقل المعرفة وتذكرها. ونظراً لأن البقاء بالنسبة للمجتمعات الشفوية مرتبط بشدة بالقدرة على تخزين واسترجاع المعلومات فإن الجهود الكبيرة ومشاركة المجتمع بأكمله في بناء موقع كبير مثل ستونهنج مبرر ومفسر.

## العمل على العلوم الشعبية
كما أنه من المعروف عن كيلي مساهمتها في الأدب العلمي الشعبي ففي عام 2006 نشرت كتاباً عن التماسيح بعنوان «التماسيح: أعظم الناجين من التطور» تجمع كيلي في هذا العمل كلاً من الفولكلور والتفاعلات بين التماسيح والبشر من جميع أنحاء العالم وكذلك البيولوجيا والسلوك وتطور التماسيح.
في عام 2009 نشرت كيلي كتابها «العناكب: تعلم حبها» إذ تستكشف البيولوجيا وتصورات الإنسان حول العناكب بالإضافة إلى تقديم دليل لتحديد هوية العنكبوت، كما أنها أيضاً إعادة سرد لرحلة المؤلف الشخصية من كره العناكب إلى الافتتان بها. فاز الكتاب بـ «أفضل كتاب في فئة التاريخ الطبيعي» في جوائز ويتلى لعام 2009 من قبل الجمعية الملكية لعلوم الحيوان في نيو ساوث ويلز.

## العمل في الشك
كانت كيلي أيضاً مروجة نشطة للشك وتثقيف الجمهور حول أهمية التفكير النقدي والعلوم. وقد ادعت أنها كانت تستخدم حيل السحرة لتعزيز الشكوك. كانت أحد الأعضاء المؤسسين للمتشككين الأستراليين  وتحدثت في مؤتمراتهم الوطنية في الأعوام 2003 و2012 و2015. وفي عام 2004 حصلت على لقب «متشكك السنة» من قبل المنظمة.
ينبع اهتمام كيلي بالتشكيك جزئياً من قلقها بشأن استغلال الوسطاء المزيفين والعرافين للناس البسطاء أو المستضعفين. كما انتقدت البرامج التلفزيونية التي تقدم الوسطاء والعرافين على أنهم حقيقة وهذا برأيها يمكن أن يتسبب في تقويض فهم العلم بين المراهقين. تعتبر كيلي أيضاً أن الإيمان بالخوارق يمنع الناس من تقدير العلم والعجائب الحقيقية في العالم ويسبب خوفاً لا لزوم له بين الشباب. 

## القراءة الباردة وtauromancy
وقد بحثت كيلي أيضاً في علم النفس وتقنيات القراءة الباردة كما فتشت في الأساليب التي يستخدمها العرافون لإقناع زبائنهم بقدراتهم الخارقة المزعومة وقد جربت حتى القيام بقراءات في التنجيم. طورت لاحقاً نظام عرافة خاص بها وأسمته tauromancy الذي استخدمته لفضح الوسطاء الروحانيين من خلال إظهار كيف أنه من الممكن خلق قراءة نفسية فقط من خلال علم النفس ومراقبة ردود أفعال الزبون على اقتراحات القارئ. تتضمن طريقتها أشياء توحي بالسحر مثل كتاب مزعوم بخط اليد ومصور مع تاريخ التقليد، حصيرة، جواهر، قضبان وأقنعة معدنية.
ادعت كيلي أن تأثير القراءة الناجحة قوي جداً لدرجة أنه بالرغم من أنها كشفت للزبائن مسبقاً أنها ليست عرافة حقيقية إلا أنهم رفضوا الاقتناع أن المعلومات الشخصية والتفاصيل تم الحصول عليها من خلال القراءة الباردة وحسب. في بعض الحالات كان على كيلي أن تتوقف عن القراءة لأن العميل أصبح عاطفياً للغاية إذ قدمت كيلي المشورة بدلاً من ذلك والتي تم تدريبها عليها. وقالت أيضاً إن الأشخاص الأذكياء أسهل في القراءة لأن لديهم مجموعة أكبر من الإشارات لاستخدامها رداً على عظتها.

## دليل المشككين إلى الخوارق
كتبت كيلي أيضاً كتاب عن الخوارق من وجهة نظر المشككين يستهدف جمهور غير متشكك بعنوان دليل المشككين إلى الخوارق. تستكشف كيلي في هذا العمل مجموعة من الادعاءات والقصص الشعبية حول الأحداث الخارقة المزعومة مثل حلقات المحاصيل والوسطاء الروحانيين والتواصل مع الأموات وتوفير تفسيرات علمية معقولة لكل من هذه الظواهر.

## وصلات خارجية
- الموقع الرسمي
- لين كيلي على موقع ميوزك برينز (الإنجليزية)